# Virtus Francavilla Calcio 2018-2019
Questa voce raccoglie le informazioni riguardanti la Virtus Francavilla Calcio nelle competizioni ufficiali della stagione 2018-2019.

## Stagione
La Virtus Francavilla partecipa per la terza volta nella sua storia al campionato di Serie C (ex Lega Pro). Alla guida tecnica della squadra viene chiamato l'allenatore Nunzio Zavettieri, l'anno scorso allenatore del Bisceglie ma esonerato nel corso della stagione. Come per la stagione precedente, non risulta ancora possibile disporre dello stadio della propria città, lo Stadio Comunale Giovanni Paolo II, e pertanto la società è costretta a disputare le partite casalinghe allo Stadio Franco Fanuzzi di Brindisi in attesa del completamento delle modifiche strutturali al proprio stadio, necessarie per il completo adeguamento ai regolamenti di categoria.

### Precampionato
Il ritiro precampionato si è svolto dal 15 al 29 luglio a San Giovanni Rotondo.. Durante il ritiro la Virtus ha disputato due amichevoli: il 19 luglio la formazione A supera la formazione B per 6-0; il 22 luglio la Virtus supera, invece, una rappresentativa di serie D per 4-0.
Il 12 agosto disputa una partita amichevole contro il Fasano, sul campo neutro di Locorotondo, che termina col risultato di parità (1-1)..
Il 19 agosto, allo stadio Iacovone, la Virtus supera in un incontro amichevole il Taranto con il netto risultato di 4-0..
Il 23 agosto, allo stadio Fanuzzi la Virtus pareggia (1-1) un incontro in allenamento congiunto disputato con il Brindisi.
Il 26 agosto supera invece, in allenamento congiunto in trasferta, il Gravina allo Stadio "Stefano Vicino" con il risultato di 2-0. 
Il 1 settembre disputa un altro allenamento congiunto in trasferta con la Paganese che termina 0-0. Il 9 settembre, allo Stadio Franco Fanuzzi di Brindisi, in un incontro amichevole, viene sconfitta per 2-0 dal Cosenza. Un altro allenamento congiunto viene disputato il 13 settembre in trasferta sul campo del Martina e termina 2-1 per la Virtus.

### Campionato di Serie C
Alla prima giornata di campionato la Virtus ha osservato un turno di riposo. L'esordio in campionato è avvenuto, alla seconda giornata il 22 settembre, sul campo della Cavese, ed ha visto la formazione campana prevalere con il risultato di 1-0. Dopo 8 partite disputate, con un bilancio di 3 vittorie e 5 sconfitte (ultima delle quali per 5-0 sul campo della Vibonese), il 5 novembre l'allenatore Nunzio Zavettieri viene esonerato e sostituito da Bruno Trocini. Il 6 dicembre Domenico Fracchiolla si dimette dalla carica di direttore sportivo mentre l'11 dicembre lascia anche la carica, con risoluzione consensuale, di direttore generale.
Al suo posto subentra come direttore sportivo Mariano Antonio Fernandez.
La Virtus conclude, quindi, il girone di andata al tredicesimo posto in classifica con 18 punti conquistati in 17 partite (poi diventati 19 in 18 partite dopo il successivo recupero del match contro la Viterbese). Nel girone di ritorno la Virtus cambia marcia conquistando ben 36 punti in 18 partite, terminando il campionato al sesto posto e ottenendo così la terza qualificazione consecutiva ai play-off per la promozione in serie B. Durante la parte finale del campionato, la Virtus riesce nell'impresa di battere le prime quattro squadre in classifica superando in casa Trapani (4-1) e Catania (1-0) ed in trasferta Catanzaro (2-3) e Juve Stabia (1-2).
Al primo turno dei play-off di girone la Virtus supera in casa la Casertana, per 1-0, con un gol del capitano Anthony Partipilo. Al secondo turno affronta in trasferta il Potenza e rimedia una sconfitta per 3-1 che determina l'eliminazione dai play-off.
Si conclude così un'altra stagione ricca di soddisfazioni che conferma la Virtus ai vertici del calcio pugliese essendosi classificata come terza squadra della regione nei campionati professionistici dietro solo a Lecce e Foggia e facendo meglio di Monopoli e Bisceglie.

### Coppa Italia
Partecipa per la seconda volta nella sua storia alla Coppa Italia, la seconda competizione professionistica nazionale. Il 29 luglio viene sconfitta in trasferta, per il primo turno ed in sfida unica, dalla Feralpisalò.
In quanto squadra partecipante alla Coppa Italia accede direttamente alla fase ad eliminazione diretta della Coppa Italia Serie C. All'esordio, disputato il 30 ottobre in trasferta contro il Monopoli, subisce una sconfitta per 2-1 risultando subito eliminata dalla competizione.

## Divise e sponsor
Lo sponsor tecnico per la stagione 2018-2019 è Joma, mentre lo sponsor ufficiale è Nuovarredo.
| Casa | Trasferta |

## Rosa
| N. |                       | Ruolo | Calciatore           |
| -- | --------------------- | ----- | -------------------- |
| 1  | Italia (bandiera)     | P     | Alessandro Turrin    |
| 1  | Italia (bandiera)     | P     | Thomas Saloni        |
| 2  | Italia (bandiera)     | D     | Michele Labate       |
| 4  | Italia (bandiera)     | D     | Louis Demoleon       |
| 4  | Albania (bandiera)    | C     | Federico Zenuni      |
| 5  | Italia (bandiera)     | D     | Stefano Cason        |
| 6  | Italia (bandiera)     | C     | Gianmarco Monaco     |
| 7  | Paraguay (bandiera)   | A     | Richard Lugo         |
| 7  | Italia (bandiera)     | A     | Davide Cavaliere     |
| 8  | Italia (bandiera)     | A     | Manuel Sarao         |
| 9  | Italia (bandiera)     | A     | Valerio Anastasi     |
| 9  | Italia (bandiera)     | A     | Francesco Puntoriere |
| 10 | Italia (bandiera)     | A     | Alessio Viola        |
| 10 | Italia (bandiera)     | A     | Anthony Partipilo    |
| 11 | Italia (bandiera)     | C     | Yassin Arfaoui       |
| 12 | San Marino (bandiera) | P     | Davide Colonna       |
| 12 | Italia (bandiera)     | P     | Francesco De Luca    |
| 12 | Italia (bandiera)     | P     | Federico Sottoriva   |
| 13 | Italia (bandiera)     | D     | Stefano Pino         |
| 14 | Senegal (bandiera)    | D     | Abdoul Diagne        |
| 14 | Italia (bandiera)     | C     | Andrea Pastore       |
| 15 | Croazia (bandiera)    | A     | Tin Vukmanic         |
| 16 | Italia (bandiera)     | D     | Alessandro Albertini |

| N. |                                 | Ruolo | Calciatore            |
| -- | ------------------------------- | ----- | --------------------- |
| 17 | Italia (bandiera)               | D     | Alessandro Caporale   |
| 18 | Italia (bandiera)               | D     | Daniele Marino        |
| 19 | Italia (bandiera)               | A     | Claudio Sparacello    |
| 19 | Italia (bandiera)               | C     | Denny Gigliotti       |
| 20 | Italia (bandiera)               | C     | Michael Folorunsho    |
| 21 | Italia (bandiera)               | C     | Marco Ciarcelluti     |
| 21 | Italia (bandiera)               | D     | Leonardo Nunzella     |
| 22 | Italia (bandiera)               | P     | Stefano Tarolli       |
| 23 | Italia (bandiera)               | D     | Alex Sirri            |
| 24 | Italia (bandiera)               | D     | Mattia Zizzi          |
| 25 | Italia (bandiera)               | C     | Luca Petruccetti      |
| 25 | Argentina (bandiera)            | A     | Gaston Corado         |
| 26 | Italia (bandiera)               | C     | Giovanni Tchetchoua   |
| 27 | Italia (bandiera)               | A     | Cosimo Salatino       |
| 27 | Italia (bandiera)               | A     | Antonio Miccoli       |
| 28 | Italia (bandiera)               | A     | Federico Mastropietro |
| 29 | Croazia (bandiera)              | C     | Frane Siljic          |
| 29 | Italia (bandiera)               | D     | Andrea Tiritiello     |
| 30 | Bosnia ed Erzegovina (bandiera) | C     | Mario Vrdoljak        |
| 32 | Italia (bandiera)               | D     | Andrea Mengoni        |
| 32 | Italia (bandiera)               | P     | Emanuele Nordi        |
|    | Costa d'Avorio (bandiera)       | A     | Mamadou Alfred Kone   |

## Calciomercato

### Sessione estiva(dal 01/07 al 31/08)
| Acquisti | Acquisti                  | Acquisti             | Acquisti      |
| R.       | Nome                      | da                   | Modalità      |
| -------- | ------------------------- | -------------------- | ------------- |
| D        | Alessandro Caporale       | Nardò                | definitivo    |
| D        | Daniele Marino            | Ternana              | definitivo    |
| P        | Alessandro Turrin         | Atalanta             | prestito      |
| C        | Diagne Diaoula Abdoulaye  | Gallipoli            | fine prestito |
| A        | Cosimo Salatino           | Gravina              | fine prestito |
| A        | Manuel Sarao              | Monopoli             | definitivo    |
| D        | Stefano Cason             | Atalanta             | prestito      |
| A        | Mamadou Alfred Kone       | Nerostellati Pratola | fine prestito |
| C        | Marco Ciarcelluti         | Pineto               | definitivo    |
| P        | Stefano Tarolli           | Foggia               | prestito      |
| C        | Giovanni Tchetchoua       | Inter                | definitivo    |
| D        | Alex Sirri                | Catanzaro            | definitivo    |
| P        | Federico Sottoriva        | Trastevere           | definitivo    |
| C        | Luca Petruccetti          | Bari                 | definitivo    |
| D        | Alessio Di Cosmo          | Bari                 | definitivo    |
| A        | Claudio Sparacello        | Reggina              | definitivo    |
| C        | Andrea Pastore            | Alessandria          | definitivo    |
| D        | Michele Labate            | Lupa Roma            | definitivo    |
| C        | Mario Vrdoljak            | Bisceglie            | definitivo    |
| A        | Tin Vukmanic              | Inter Zaprešić       | definitivo    |
| C        | Frane Silijic             | Inter Zaprešić       | definitivo    |
| D        | Andrea Mengoni            | Ascoli               | definitivo    |
| D        | Mattia Zizzi              | Ascoli               | prestito      |
| P        | Emanuele Nordi (novembre) |                      | svincolato    |

| Cessioni | Cessioni                         | Cessioni                 | Cessioni      |
| R.       | Nome                             | da                       | Modalità      |
| -------- | -------------------------------- | ------------------------ | ------------- |
| P        | Mirko Albertazzi                 | Bologna                  | fine prestito |
| P        | Thomas Saloni                    | Spezia                   | fine prestito |
| D        | Edoardo Sbambato                 | Chievo                   | fine prestito |
| D        | Daniel Di Nicola                 | Pescara                  | fine prestito |
| D        | Giuseppe Agostinone              | Alessandria              | definitivo    |
| C        | Carlos Ezequiel Biasòn           | Bitonto                  | definitivo    |
| C        | Giuseppe Sicurella               | Foggia                   | fine prestito |
| A        | Giacomo Parigi                   | Atalanta                 | fine prestito |
| A        | Giuseppe Madonia                 |                          | svincolato    |
| D        | Giordano Maccarrone              |                          | svincolato    |
| A        | Simone Rossetti                  |                          | svincolato    |
| D        | Giuseppe Prestia                 | Alessandria              | definitivo    |
| P        | Federico Sottoriva               | Ghivizzano Borgoamozzano | prestito      |
| C        | Ndiaga Fatou Senè                | Nardò                    | prestito      |
| C        | Vittorio Triarico Tateo          | Matera                   | definitivo    |
| A        | Alessio Viola                    | Reggina                  | definitivo    |
| P        | Davide Colonna                   | Forlì                    | prestito      |
| D        | Louis Demoleon                   |                          | svincolato    |
| C        | Diagne Diaoula Abdoulaye         | Casarano                 | prestito      |
| D        | Alessio Di Cosmo                 | Bitonto                  | prestito      |
| A        | Cosimo Salatino                  | Taranto                  | prestito      |
| A        | Mamadou Alfred Kone (settembre)  | Nereto                   | prestito      |
| C        | Marco Ciarcelluti (ottobre)      | Pineto                   | definitivo    |
| D        | Andrea Mengoni (novembre)        |                          | svincolato    |
| D        | Michele Labate (novembre)        |                          | svincolato    |
| C        | Frane Silijic (dicembre)         |                          | svincolato    |
| A        | Richard Lugo Martinez (dicembre) |                          | svincolato    |

### Sessione invernale(dal 01/01 al 31/01)
| Acquisti | Acquisti                          | Acquisti       | Acquisti   |
| R.       | Nome                              | da             | Modalità   |
| -------- | --------------------------------- | -------------- | ---------- |
| D        | Leonardo Nunzella                 |                | svincolato |
| D        | Andrea Tiritiello                 | Cosenza        | prestito   |
| A        | Davide Cavaliere                  | Lecce          | prestito   |
| C        | Federico Zenuni                   | Teramo         | definitivo |
| P        | Thomas Saloni                     | Spezia         | prestito   |
| C        | Denny Gigliotti                   | Rende          | prestito   |
| A        | Francesco Puntoriere              | Virtus Entella | prestito   |
| A        | Gaston Ezequiel Corado (febbraio) |                | svincolato |

| Cessioni | Cessioni           | Cessioni | Cessioni      |
| R.       | Nome               | da       | Modalità      |
| -------- | ------------------ | -------- | ------------- |
| P        | Alessandro Turrin  | Atalanta | fine prestito |
| A        | Valerio Anastasi   |          | svincolato    |
| A        | Claudio Sparacello | Teramo   | definitivo    |
| P        | Stefano Tarolli    | Foggia   | fine prestito |
| C        | Luca Petruccetti   | Mesagne  | prestito      |

## Risultati

### Serie C

#### Girone di andata
| 19 settembre 2018 1ª giornata |  | – Turno di riposo Francavilla |  |  |

| Arbitro: | Fontani (Siena) |

|               |           |  |
| Sciamanna 62’ | Marcatori |  |

| Arbitro: | Miele (Nola) |

|                          |           |           |
| Folorunsho 15’ Sarao 71’ | Marcatori | 34’ Palma |

| Arbitro: | Chindemi (Viterbo) |

|              |           |  |
| D'Angelo 11’ | Marcatori |  |

| Arbitro: | Cipriani (Empoli) |

|           |           |                           |
| Sarao 38’ | Marcatori | 73’ Rainone 90+2’ Padovan |

| Arbitro: | Rossetti (Ancona) |

|                 |           |                        |
| Scaringella 16’ | Marcatori | 51’ Anastasi 87’ Sarao |

| Brindisi 16 ottobre 2019, ore 14.30 7ª giornata | Virtus Francavilla             | 0 – 0 referto | Viterbese Castrense | Stadio Franco Fanuzzi\| Arbitro: \| Lorenzin (Castelfranco Veneto) \| |
| Arbitro:                                        | Lorenzin (Castelfranco Veneto) |               |                     |                                                                       |

| Arbitro: | Ricci (Firenze) |

|  |           |                |
|  | Marcatori | 50’ Folorunsho |

| Arbitro: | Angelucci (Foligno) |

|                |           |                                     |
| Folorunsho 49’ | Marcatori | 43’ (rig.) Minelli 85’ P. Giannotti |

| Arbitro: | Cudini (Fermo) |

|                                          |           |  |
| Bubas 22’, 71’ Taurino 26’, 33’ Çani 40’ | Marcatori |  |

| Arbitro: | Gariglio (Pinerolo) |

|                           |           |  |
| Sarao 31’ Partipilo 90+3’ | Marcatori |  |

| Arbitro: | Maranesi (Ciampino) |

|                                   |           |              |
| Nzola 29’ G. Tulli 31’ Evacuo 73’ | Marcatori | 7’ Partipilo |

| Arbitro: | Cosso (Reggio Calabria) |

|                              |           |                                                  |
| Partipilo 12’, 67’ Cason 78’ | Marcatori | 30’ De Franco 60’ Mendicino 90+3’ (rig.) Gerardi |

| Arbitro: | D'Ascanio (Ancona) |

|                                |           |               |
| França 8’ Sales 40’ Guaita 52’ | Marcatori | 59’ Partipilo |

| Arbitro: | Marchetti (Ostia Lido) |

|  |           |              |
|  | Marcatori | 65’ Statella |

| Arbitro: | Tremolada (Monza) |

|                   |           |  |
| Lodi 90+1’ (rig.) | Marcatori |  |

| Arbitro: | Fiero (Pistoia) |

|           |           |  |
| Sarao 73’ | Marcatori |  |

| Bisceglie 23 dicembre 2018, ore 20.30 CEST 18ª giornata | Bisceglie       | 0 – 0 referto | Virtus Francavilla | Stadio Gustavo Ventura\| Arbitro: \| Fontani (Siena) \| |
| Arbitro:                                                | Fontani (Siena) |               |                    |                                                         |

| Arbitro: | Bitonti (Bologna) |

|               |           |                   |
| Partipilo 13’ | Marcatori | 57’ (rig.) Paponi |

#### Girone di ritorno
| 30 dicembre 2018 20ª giornata |  | – Turno di riposo Francavilla |  |  |

| Arbitro: | Di Graci (Como) |

|                            |           |  |
| D. Marino 46’ Caporale 88’ | Marcatori |  |

| Arbitro: | Monaldi (Macerata) |

|  |           |                              |
|  | Marcatori | 36’ (rig.) Sarao 89’ Pastore |

| Arbitro: | Colombo (Como) |

|                |           |  |
| Folorunsho 47’ | Marcatori |  |

| Arbitro: | Pashuku (Albano Laziale) |

|             |           |  |
| Rainone 13’ | Marcatori |  |

| Brindisi 10 febbraio 2019, ore 14.30 CEST 25ª giornata | Virtus Francavilla | 3 – 0 Punteggio assegnato a tavolino per rinuncia del Matera | Matera | Stadio Franco Fanuzzi\| Arbitro: \| Kumara (Verona) \| |
| Arbitro:                                               | Kumara (Verona)    |                                                              |        |                                                        |

| Arbitro: | Di Cairano (Ariano Irpino) |

|             |           |  |
| Ngissah 34’ | Marcatori |  |

| Arbitro: | Petrella (Viterbo) |

|                  |           |  |
| Sarao 38’ (rig.) | Marcatori |  |

| Arbitro: | Ricci (Firenze) |

|                                    |           |               |
| Rossini 30’ Borello 60’ Franco 82’ | Marcatori | 33’ D. Marino |

| Arbitro: | Pirrotta (Barcellona Pozzo di Gotto) |

|                |           |                     |
| Folorunsho 19’ | Marcatori | 90+1’ Scaccabarozzi |

| Arbitro: | Maggio (Lodi) |

|  |           |              |
|  | Marcatori | 22’ Nunzella |

| Arbitro: | Santoro (Messina) |

|                                                             |           |                 |
| Partipilo 23’ Folorunsho 40’ Gigliotti 66’ Sarao 82’ (rig.) | Marcatori | 74’ Scognamillo |

| Arbitro: | Rossetti (Ancona) |

|            |           |                |
| Mangni 75’ | Marcatori | 91’ Folorunsho |

| Brindisi 30 marzo 2019, ore 16.30 CEST 33ª giornata | Virtus Francavilla | 0 – 0 referto | Potenza | Stadio Franco Fanuzzi\| Arbitro: \| Feliciani (Teramo) \| |
| Arbitro:                                            | Feliciani (Teramo) |               |         |                                                           |

| Arbitro: | Di Graci (Como) |

|                             |           |                          |
| Celiento 8’ Fischnaller 17’ | Marcatori | 8’, 66’ Sarao 77’ Zenuni |

| Arbitro: | Marcenaro (Genova) |

|             |           |  |
| Sarao 90+3’ | Marcatori |  |

| Arbitro: | Saia (Palermo) |

|                           |           |               |
| Cesaretti 29’ Alberti 92’ | Marcatori | 16’ Partipilo |

| Arbitro: | Annaloro (Collegno) |

|                                |           |              |
| Sirri 22’ Partipilo 45’ (rig.) | Marcatori | 60’ Triarico |

| Arbitro: | Moriconi (Roma) |

|                     |           |                         |
| L. Viola 20’ (rig.) | Marcatori | 14’ Puntoriere 16’ Pino |

### Play-off
| Arbitro: | Vigile (Cosenza) |

|               |           |  |
| Partipilo 19’ | Marcatori |  |

| Arbitro: | Sozza (Seregno) |

|                                                          |           |                |
| Tiritello 26’ (aut.) M. Piccinini 67’ Lescano 70’ (rig.) | Marcatori | 89’ Puntoriere |

### Coppa Italia
| Arbitro: | Pasciuta (Agrigento) |

|                           |           |  |
| M. Marchi 54’, 65’ (rig.) | Marcatori |  |

### Coppa Italia Serie C
| Arbitro: | Saia (Palermo) |

|                           |           |                |
| Mendicino 62’ (rig.), 64’ | Marcatori | 90+4’ Caporale |

## Statistiche
Statistiche aggiornate al 15 maggio 2019.

### Statistiche di squadra
| Competizione                | Punti | In casa | In casa | In casa | In casa | In casa | In casa | In trasferta | In trasferta | In trasferta | In trasferta | In trasferta | In trasferta | Totale | Totale | Totale | Totale | Totale | Totale | DR |
| Competizione                | Punti | G       | V       | N       | P       | Gf      | Gs      | G            | V            | N            | P            | Gf           | Gs           | G      | V      | N      | P      | Gf     | Gs     | DR |
| --------------------------- | ----- | ------- | ------- | ------- | ------- | ------- | ------- | ------------ | ------------ | ------------ | ------------ | ------------ | ------------ | ------ | ------ | ------ | ------ | ------ | ------ | -- |
| Serie C (compresi play-off) | 55    | 19      | 11      | 5       | 3       | 27      | 13      | 19           | 6            | 2            | 11           | 17           | 29           | 38     | 17     | 7      | 14     | 44     | 42     | +2 |
| Coppa Italia                | -     | 0       | 0       | 0       | 0       | 0       | 0       | 1            | 0            | 0            | 1            | 0            | 2            | 1      | 0      | 0      | 1      | 0      | 2      | -2 |
| Coppa Italia Serie C        | -     | 0       | 0       | 0       | 0       | 0       | 0       | 1            | 0            | 0            | 1            | 1            | 2            | 1      | 0      | 0      | 1      | 1      | 2      | -1 |
| Totale                      | 55    | 19      | 11      | 5       | 3       | 27      | 13      | 21           | 6            | 2            | 13           | 18           | 33           | 40     | 17     | 7      | 16     | 45     | 46     | -1 |

### Andamento in campionato
| Giornata  | 1 | 2  | 3 | 4  | 5  | 6  | 7   | 8  | 9   | 10  | 11  | 12  | 13  | 14  | 15  | 16  | 17  | 18  | 19  | 20  | 21  | 22  | 23  | 24  | 25  | 26  | 27  | 28  | 29  | 30 | 31 | 32 | 33 | 34 | 35 | 36 | 37 | 38 |
| --------- | - | -- | - | -- | -- | -- | --- | -- | --- | --- | --- | --- | --- | --- | --- | --- | --- | --- | --- | --- | --- | --- | --- | --- | --- | --- | --- | --- | --- | -- | -- | -- | -- | -- | -- | -- | -- | -- |
| Risultato | R | P  | V | P  | P  | V  | N   | V  | P   | P   | V   | P   | N   | P   | P   | P   | V   | N   | N   | R   | V   | V   | V   | P   | V   | P   | V   | P   | N   | V  | V  | N  | N  | V  | V  | P  | V  | V  |
| Posizione | 9 | 17 | 8 | 13 | 14 | 11 | 14* | 8* | 11* | 13* | 10* | 12* | 12* | 13* | 15* | 15* | 13* | 13* | 13* | 14* | 13* | 11* | 11* | 11* | 11* | 12* | 10* | 11* | 11* | 9* | 9* | 6  | 7  | 6  | 6  | 6  | 6  | 6  |

Legenda:

Luogo: C = Casa; T = Trasferta. Risultato: V = Vittoria; N = Pareggio; P = Sconfitta.

### Statistiche dei giocatori
Statistiche aggiornate al 15 maggio 2019.
Sono in corsivo i calciatori che hanno lasciato la società a stagione in corso.
| Giocatore       | Serie C  | Serie C | Serie C     | Serie C    | Coppa Italia | Coppa Italia | Coppa Italia | Coppa Italia | Coppa Italia Lega Pro | Coppa Italia Lega Pro | Coppa Italia Lega Pro | Coppa Italia Lega Pro | Totale   | Totale | Totale      | Totale     |
| Giocatore       | Presenze | Reti    | Ammonizioni | Espulsioni | Presenze     | Reti         | Ammonizioni  | Espulsioni   | Presenze              | Reti                  | Ammonizioni           | Espulsioni            | Presenze | Reti   | Ammonizioni | Espulsioni |
| --------------- | -------- | ------- | ----------- | ---------- | ------------ | ------------ | ------------ | ------------ | --------------------- | --------------------- | --------------------- | --------------------- | -------- | ------ | ----------- | ---------- |
| A. Albertini    | 32       | 0       | 5           | 0          | 1            | 0            | 0            | 0            | 1                     | 0                     | 0                     | 0                     | 34       | 0      | 5           | 0          |
| V. Anastasi     | 9        | 1       | 1           | 0          | 0            | 0            | 0            | 0            | 0                     | 0                     | 0                     | 0                     | 9        | 1      | 1           | 0          |
| Y. Arfaoui      | 0        | 0       | 0           | 0          | 0            | 0            | 0            | 0            | 0                     | 0                     | 0                     | 0                     | 0        | 0      | 0           | 0          |
| A. Caporale     | 31       | 1       | 6           | 1          | 1            | 0            | 0            | 0            | 1                     | 1                     | 0                     | 0                     | 33       | 2      | 6           | 1          |
| S. Cason        | 17       | 1       | 0           | 0          | 1            | 0            | 1            | 0            | 1                     | 0                     | 0                     | 1                     | 19       | 1      | 1           | 1          |
| D. Cavaliere    | 3        | 0       | 0           | 0          | 0            | 0            | 0            | 0            | 0                     | 0                     | 0                     | 0                     | 3        | 0      | 0           | 0          |
| M. Ciarcelluti  | 0        | 0       | 0           | 0          | 1            | 0            | 0            | 0            | 0                     | 0                     | 0                     | 0                     | 1        | 0      | 0           | 0          |
| G. Corado       | 8        | 0       | 0           | 0          | 0            | 0            | 0            | 0            | 0                     | 0                     | 0                     | 0                     | 8        | 0      | 0           | 0          |
| F. De Luca      | 0        | 0       | 0           | 0          | 0            | 0            | 0            | 0            | 0                     | 0                     | 0                     | 0                     | 0        | 0      | 0           | 0          |
| L. Demoleon     | 0        | 0       | 0           | 0          | 0            | 0            | 0            | 0            | 0                     | 0                     | 0                     | 0                     | 0        | 0      | 0           | 0          |
| M.I. Folorunsho | 33       | 7       | 10          | 1          | 1            | 0            | 0            | 0            | 1                     | 0                     | 0                     | 0                     | 35       | 7      | 10          | 1          |
| D. Gigliotti    | 13       | 1       | 3           | 0          | 0            | 0            | 0            | 0            | 0                     | 0                     | 0                     | 0                     | 13       | 1      | 3           | 0          |
| R. Lugo         | 14       | 0       | 1           | 0          | 1            | 0            | 0            | 0            | 1                     | 0                     | 0                     | 0                     | 16       | 0      | 1           | 0          |
| D. Marino       | 22       | 2       | 1           | 0          | 1            | 0            | 1            | 0            | 1                     | 0                     | 0                     | 0                     | 24       | 2      | 2           | 0          |
| F. Mastropietro | 15       | 0       | 2           | 0          | 1            | 0            | 0            | 0            | 1                     | 0                     | 0                     | 0                     | 17       | 0      | 2           | 0          |
| A. Mengoni      | 5        | 0       | 0           | 0          | 0            | 0            | 0            | 0            | 1                     | 0                     | 0                     | 1                     | 6        | 0      | 0           | 1          |
| A. Miccoli      | 1        | 0       | 0           | 0          | 0            | 0            | 0            | 0            | 0                     | 0                     | 0                     | 0                     | 1        | 0      | 0           | 0          |
| G. Monaco       | 22       | 0       | 4           | 0          | 1            | 0            | 0            | 0            | 0                     | 0                     | 0                     | 0                     | 23       | 0      | 4           | 0          |
| E. Nordi        | 24       | -22     | 2           | 0          | 0            | 0            | 0            | 0            | 0                     | 0                     | 0                     | 0                     | 24       | -22    | 2           | 0          |
| L. Nunzella     | 20       | 1       | 3           | 0          | 0            | 0            | 0            | 0            | 0                     | 0                     | 0                     | 0                     | 20       | 1      | 3           | 0          |
| A. Partipilo    | 33       | 10      | 8           | 1          | 1            | 0            | 0            | 0            | 1                     | 0                     | 1                     | 0                     | 35       | 10     | 9           | 1          |
| A. Pastore      | 25       | 1       | 0           | 0          | 0            | 0            | 0            | 0            | 0                     | 0                     | 0                     | 0                     | 25       | 1      | 0           | 0          |
| L. Petruccetti  | 0        | 0       | 0           | 0          | 0            | 0            | 0            | 0            | 0                     | 0                     | 0                     | 0                     | 0        | 0      | 0           | 0          |
| S. Pino         | 29       | 1       | 6           | 0          | 0            | 0            | 0            | 0            | 0                     | 0                     | 0                     | 0                     | 29       | 1      | 6           | 0          |
| F. Puntoriere   | 11       | 2       | 1           | 0          | 0            | 0            | 0            | 0            | 0                     | 0                     | 0                     | 0                     | 11       | 2      | 1           | 0          |
| C. Salatino     | 0        | 0       | 0           | 0          | 0            | 0            | 0            | 0            | 0                     | 0                     | 0                     | 0                     | 0        | 0      | 0           | 0          |
| T. Saloni       | 2        | -1      | 0           | 0          | 0            | 0            | 0            | 0            | 0                     | 0                     | 0                     | 0                     | 2        | -1     | 0           | 0          |
| M. Sarao        | 36       | 11      | 6           | 0          | 1            | 0            | 1            | 0            | 1                     | 0                     | 0                     | 0                     | 38       | 11     | 7           | 0          |
| F. Siljic       | 0        | 0       | 0           | 0          | 0            | 0            | 0            | 0            | 0                     | 0                     | 0                     | 0                     | 0        | 0      | 0           | 0          |
| A. Sirri        | 19       | 1       | 4           | 2          | 1            | 0            | 0            | 0            | 1                     | 0                     | 0                     | 0                     | 21       | 1      | 4           | 2          |
| C. Sparacello   | 14       | 0       | 1           | 0          | 0            | 0            | 0            | 0            | 1                     | 0                     | 0                     | 0                     | 15       | 0      | 1           | 0          |
| F. Sottoriva    | 0        | 0       | 0           | 0          | 0            | 0            | 0            | 0            | 0                     | 0                     | 0                     | 0                     | 0        | 0      | 0           | 0          |
| S. Tarolli      | 7        | -11     | 0           | 0          | 0            | 0            | 0            | 0            | 1                     | -2                    | 0                     | 0                     | 8        | -13    | 0           | 0          |
| G. Tchetchoua   | 11       | 0       | 1           | 0          | 0            | 0            | 0            | 0            | 0                     | 0                     | 0                     | 0                     | 11       | 0      | 1           | 0          |
| A. Tiritiello   | 17       | 0       | 2           | 1          | 0            | 0            | 0            | 0            | 0                     | 0                     | 0                     | 0                     | 17       | 0      | 2           | 1          |
| A. Turrin       | 4        | -8      | 0           | 0          | 1            | -2           | 0            | 0            | 0                     | 0                     | 0                     | 0                     | 5        | -10    | 0           | 0          |
| M. Vrdoljak     | 24       | 0       | 6           | 0          | 0            | 0            | 0            | 0            | 1                     | 0                     | 1                     | 0                     | 25       | 0      | 7           | 0          |
| T. Vukmanic     | 8        | 0       | 0           | 0          | 0            | 0            | 0            | 0            | 1                     | 0                     | 0                     | 0                     | 9        | 0      | 0           | 0          |
| F. Zenuni       | 18       | 1       | 3           | 0          | 0            | 0            | 0            | 0            | 0                     | 0                     | 0                     | 0                     | 18       | 1      | 3           | 0          |
| M. Zizzi        | 0        | 0       | 0           | 0          | 0            | 0            | 0            | 0            | 0                     | 0                     | 0                     | 0                     | 0        | 0      | 0           | 0          |